# Avgodectes
Avgodectes es un género controversial de pterosaurio. El nombre completo binomial es Avgodectes pseudembryon, el cual se traduce como "mordedor de huevos, embrión falso"; avgo es tomado del idioma griego moderno para "huevo". Fue nombrado por David Peters en 2004 y se basa en un pterosaurio hallado dentro de un huevo. Los científicos que inicialmente describieron el hallazgo, Wang y Zhou, lo interpretaron como un embrión aún no nacido de un pterosaurio ornitoqueírido, Peters lo interpretó como un pequeño anurognátido adulto. El espécimen viene de depósitos del Cretácico Inferior de China, siendo el holotipo IVPP V13758.
Peters le dio a esta especie su nombre debido a que el esqueleto era del mismo tamaño que el de muchos anurognátidos adultos. Él hipotetizó que el supuesto embrión pudo haber sido un anurognátido adulto fosilizado mientras devoraba los contenidos de un huevo de dinosaurio, lo bastante grande como para contenerlo. Esta interpretación no fue aceptada por otros investigadores de pterosaurios; Chris Bennett, por ejemplo, señala que los autores originales ya habían notado que los extremos de los huesos largos del fósil no estaban completamente osificados (volviéndolos hueso sólido más que cartílago) y aún no habían desarrollado una estructura compleja, lo cual indica que el espécimen era inmaduro cuando murió. Bennett estaba de acuerdo con los autores originales en que la mejor interpretación era la de un pterosaurio inmaduro (más inmaduro que los previamente conocidos) hallado dentro de un huevo y que el espécimen representa un embrión. El propio Peters reconoció su malinterpretación cuando otros huevos de pterosaurio fueron descritos en 2005. Este segundo huevo de China es indudablemente de un ornitoqueírido y difiere del material de Avgodectes.